# Pseudosciara humeropicta
Pseudosciara humeropicta är en tvåvingeart som först beskrevs av Franz Lengersdorf 1931.  Pseudosciara humeropicta ingår i släktet Pseudosciara och familjen sorgmyggor. Inga underarter finns listade i Catalogue of Life.